# Higher Ground (chanson de Rasmussen)
Pour les articles homonymes, voir Higher Ground (homonymie).
Chansons représentant le Danemark au Concours Eurovision de la chanson
Where I Am
(2017) Love Is Forever
(2019)
Higher Ground est la chanson représentant le Danemark au Concours Eurovision de la chanson 2018. Elle est interprétée par le chanteur Rasmussen.

## Histoire
Le 22 janvier 2018, Rasmussen est confirmé comme l'un des 10 participants au Dansk Melodi Grand Prix 2018 avec la chanson Higher Ground. Les 10 chansons participent à la finale, où le gagnant est déterminé sur deux tours de scrutin. Au premier tour, les trois chansons arrivant en tête lors de la combinaison des votes d'un vote public et d'un jury de cinq membres sont qualifiées pour le second tour. Le gagnant est déterminé par la combinaison des votes du public et du jury. Rasmussen reçoit en finale 50% des votes.
La chanson participe au Concours Eurovision de la chanson d'abord dans la deuxième demi-finale le 10 mai. Elle est la cinquième de la soirée, suivant Who We Are interprétée par Jessika feat. Jenifer Brening pour Saint-Marin et précédant I Won't Break interprétée par Yuliya Samoylova pour la Russie.
À la fin des votes, elle reçoit 204 points et prend la cinquième place sur dix-huit participants. Elle fait partie des dix chansons qui sont qualifiées pour la finale le 12 mai.
En finale, la chanson est la quinzième de la soirée, suivant Lie to Me interprétée par Mikolas Josef pour la Tchéquie et précédant We Got Love interprétée par Jessica Mauboy pour l'Australie.
À la fin des votes, elle reçoit 226 points (38 du jury et 188 du public) et prend la neuvième place sur vingt-six participants.

## Liste des titres
Téléchargement
| No | Titre                                 | Auteur | Durée |
| -- | ------------------------------------- | ------ | ----- |
| 1. | Higher Ground                         |        | 3:03  |
| 2. | Higher Ground (version karaoké)       |        | 3:03  |
| 3. | Higher Ground (version instrumentale) |        | 3:03  |

## Classement
| Classement (2018)                    | Meilleure position |
| ------------------------------------ | ------------------ |
| Allemagne (GfK Entertainment)        | 88                 |
| Autriche (Ö3 Austria Top 40)         | 49                 |
| Belgique (Ultratip (Flandres))       | 43                 |
| Danemark (Hitlisten)                 | 9                  |
| Écosse (The Official Charts Company) | 38                 |
| Hongrie (Single Top 40)              | 9                  |
| Royaume-Uni (UK Download Chart)      | 34                 |
| Royaume-Uni (UK Indie Chart)         | 45                 |
| Suède (Sverigetopplistan)            | 29                 |
| Suisse (Schweizer Hitparade)         | 43                 |

## Source de la traduction
- (en) Cet article est partiellement ou en totalité issu de l’article de Wikipédia en anglais intitulé « Higher Ground (Rasmussen song) » (voir la liste des auteurs).